# Hovannes Adamian

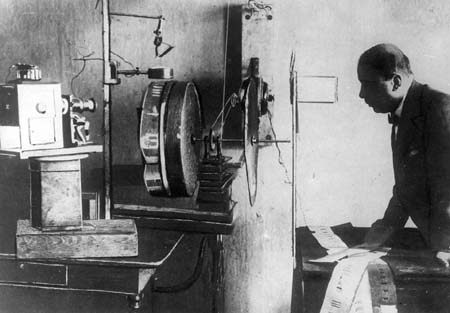
Hovannes Adamian

Hovhannes (Ivan) Abgari Adamian (în armeană: Հովհաննես Ադամյան; n. 5 februarie 1879 la Baku - d. 12 septembrie 1932 la Leningrad) a fost un inginer rus de origine armeană.
A fost autorul a peste 20 de invenții și este considerat unul dintre fondatorii televiziunii color.
Principiul elaborat de el a stat la baza primului televizor color, prezentat la Londra în 1928.